# Zittau
Zittau (sorbiska: Žitawa, polska: Żytawa, tjeckiska: Žitava/Žitavý) är en stad (Große Kreisstadt) och dessutom huvudort i Landkreis Löbau-Zittau i östra Sachsen, i Oberlausitz, Tyskland. Den ligger vid floden Lausitzer Neisse omkring 20 km från Liberec i Tjeckiska republiken. Zittau ligger vid den polska och tjeckiska gränsen och var före 1945 en sammanhängande stad med det polska samhället på andra sidan av floden Lausitzer Neisse, som numera heter Porajów (tyska: OT Großporitsch) och Sieniawka (tyska: OT Kleinschönau).

## Administrativ indelning

### Stadtteile
- Zentrum
- Zittau Nord
- Zittau Ost
- Zittau Süd
- Zittau West

### Ortsteile
- Eichgraben
- Pethau
- Hartau
- Hirschfelde (mit Rosenthal)
- Drausendorf
- Wittgendorf
- Dittelsdorf
- Schlegel (mit Burkersdorf)